# (7864) 1982 EE
(7864) 1982 EE (1982 EE, 1986 CW, 1989 WY5, 1996 JJ16) — астероїд головного поясу.
Тіссеранів параметр щодо Юпітера — 3,345.